# Ізаак Товбін
Ізаак Товбін (нар. 24 вересня 1899, Корець — пом. 1941) — польський шахіст, адвокат, видатний шаховий гравець та підписувач акта про створення Міжнародної шахової федерації ФІДЕ.

## Життєпис
Був сином купця Бери Товбіна. У 1910—1918 роках навчався в київській гімназії, після чого навчався на юридичному факультеті тамтешнього університету. На початку 1920-х років його батько купив у Варшаві фірму по продажу деревини, після чого Ізаак переїхав до столиці Польщі; у 1926 році отримав ступінь магістра права в Варшавському університеті. Протягом десяти років працював юридичним консультантом у Варшаві.
Майже одразу з моменту свого прибуття до Варшави почав пробувати свої сили на різноманітних шахових турнірах. У січні 1922 року він зайняв V—VII місце на Першому Варшавському академічному чемпіонаті, обігнавши таких висококласних шахістів як Станіслав Кон, Кароль Пільць, Казімєж Макарчик та Зигмунт Мар'єнстрасс.
Вступив до Варшавського товариства гравців у шахи й як член цього клубу влітку 1924 року виїхав на першу шахову олімпіаду в Парижі. Ця подія увійшла в історію як неофіційна Олімпіада, Товбін на цьому змаганні був присутнім не як спортсмен, а як активіст. В останній день олімпіади він отримав честь від імені Польщі підписати акт про створення Міжнародної шахової федерації. Товбін, який був одним з 15-ти підписантів цього акту, виступав у Парижі на правах представника варшавського клубу, оскільки польська шахова федерація була створена лише через 2 роки після цієї події.
У наступні роки Ізаак виступав у змаганнях, організованих Паризьким товариством шанувальників гри в шахи, але не досяг у них значних успіхів. 1925 року він розділив III—V місце, з такими шахістами як Леон Кремер, Пауліно Фрідманом та Казімєжом Макарчиком. У варшавських кваліфікаційних змаганнях чемпіонату Польщі на межі 1925 і 1926 років посів 9-те місце, яке не дало йому можливості зіграти у фінальній частині турніру. VIII—IX місця Товбін посів у Варшавському чемпіонаті на рубежі 1926 і 1927 років. Один з найбільших успіхів у кар'єра Тобвіна можна вважати III—V місцем у Кубку Польської шахової федерації, який відбувся в 1927 році в Лодзі.
З початку 30-х років Ізаак практично повністю сконцентрував увагу на організаційній діяльності. 1931 року він взяв участь у підготовці візиту до Польщі Акіби Рубінштейна й навіть здобув перемогу над знаменитими шахістами в товариській партії, але в тандемі з Рубінштейном, коли вони перемогли Мечислава Надждорфа та Ельперна. У квітні 1933 року Товбін став одним із засновників Варшавського шахового клубу разом з Давидом Пшепюркою, Казімєжом Макарчиком, Пауліно Фрідманом та Леоном Туган-Барановським. За понад рік президентства Тобвіна у клубі кількість його членів перевищила 200 осіб.
Ізаак також був членом Польської шахової федерації. 1936 року його слова в інтерв'ю «Газеті польській»: «Шахи — це не спорт, шахи — це мистецтво, і професіоналзм у цій галузі є ще більш бажаним» викликав цілу серію коментарів.
Ізаак Товбін проживав та працював у Варшаві під час німецької окупації; ймовірно, став однією з хертв Холокосту.